# Norma TCO
Norma TCO označuje šetrnost osobních počítačů (původně jen monitorů) k životnímu prostředí a člověku. Normy vycházely postupně v letech 1992, 1995, 1999 a 2003.

TCO'92

Účelem bylo snížit vyzařování elektrického i elektromagnetického pole monitoru, zvýšit energetickou účinnost a bezpečnost.

TCO'95

Norma byla přísnější než z roku 1992. Rozšířila se také nově na klávesnice, LCD monitory, notebooky a počítačové skříně.

TCO'99

Šlo o rozšíření předchozí normy. Zahrnovalo ergonomické řešení klávesnic. Požadavky byly přísnější a bylo přesně popsáno, jak měřit rozhodující veličiny. Heslem byla "4 éčka": Ekologie, Energie, Emise, Ergonomie.

TCO'03

Zaměřeno hlavně na materiály, ze kterých jsou vyrobeny kryty. Charakteristické pro tuto normu je, že černý monitor nikdy nemůže certifikát této normy získat, protože černá barva příliš kontrastuje s jasem monitoru, což unavuje oči a tudíž nesplňuje ergonomické požadavky.